# Comuna de Brójce
Brójce (polaco: Gmina Brójce) é uma gminy (comuna) na Polónia, na voivodia de Lodz e no condado de Łódzki wschodni. A sede do condado é a cidade de Brójce.
De acordo com os censos de 2004, a comuna tem 5301 habitantes, com uma densidade 76,2 hab/km².

## Área
Estende-se por uma área de 69,55 km², incluindo:
- área agricola: 84%
- área florestal: 7%

## Demografia
Dados de 30 de Junho 2004:
|                      | Total   | Total | Mulheres | Mulheres | Homens  | Homens |
| -------------------- | ------- | ----- | -------- | -------- | ------- | ------ |
|                      | pessoas | %     | pessoas  | %        | pessoas | %      |
| População            | 5301    | 100   | 2677     | 50,5     | 2624    | 49,5   |
| Densidade (pop./km²) | 76,2    | 100   | 38,5     | 38,5     | 37,7    | 37,7   |

De acordo com dados de 2002, o rendimento médio per capita ascendia a 1499,53 zł.

## Comunas vizinhas
- Andrespol, Czarnocin, Koluszki, Łódź, Rokiciny, Rzgów, Tuszyn